# Liste des monuments historiques de Nice
Cet article recense les monuments historiques de Nice, en France.

## Statistiques
En 2011, Nice compte 68 édifices comportant au moins une protection au titre des monuments historiques, soit 18 % des monuments historiques du département du Alpes-Maritimes. 30 édifices comportent au moins une partie classée ; les 38 autres sont inscrits.
Le graphique suivant résume le nombre d'actes de protection par décennies :

## Liste
| Monument                                                                                  | Adresse                                                                          | Coordonnées                      | Notice         | Protection            | Date                           | Illustration                                                                             |
| ----------------------------------------------------------------------------------------- | -------------------------------------------------------------------------------- | -------------------------------- | -------------- | --------------------- | ------------------------------ | ---------------------------------------------------------------------------------------- |
| Abbaye de Roseland                                                                        | 44 boulevard Napoléon-III                                                        | 43° 41′ 23″ nord, 7° 13′ 46″ est | « PA00132715 » | Classé                | 3 septembre 1996               | Image manquante Téléverser                                                               |
| Abbaye Saint-Pons                                                                         | Route de Levens                                                                  | 43° 43′ 30″ nord, 7° 16′ 59″ est | « PA00080774 » | Classé Inscrit        | 1913 1949                      | Abbaye Saint-Pons                                                                        |
| Arènes de Cimiez                                                                          | Cimiez                                                                           | 43° 43′ 12″ nord, 7° 16′ 31″ est | « PA00080775 » | Classé                | 13 mai 1965                    | Arènes de Cimiez                                                                         |
| Cascade de Gairaut Ouvrage terminal du canal de la Vésubie                                | Avenue de Gairaut                                                                | 43° 44′ 16″ nord, 7° 15′ 35″ est | « PA06000018 » | Inscrit               | 28 novembre 2001               | Cascade de GairautOuvrage terminal du canal de la Vésubie                                |
| Caserne Lympia Ancien bagne                                                               | Quai d'Entrecasteaux                                                             | 43° 41′ 49″ nord, 7° 16′ 25″ est | « PA00080777 » | Inscrit               | 16 septembre 1943              | Caserne LympiaAncien bagne                                                               |
| Caserne Rusca et Tour de l'Horloge                                                        | Place du Palais-de-Justice                                                       | 43° 41′ 49″ nord, 7° 16′ 25″ est | « PA00080778 » | Inscrit               | 27 avril 1976                  | Caserne Rusca et Tour de l'Horloge                                                       |
| Cathédrale orthodoxe russe Saint-Nicolas et chapelle du tsarévitch Nicolas Alexandrovitch | Avenue Nicolas-II                                                                | 43° 42′ 14″ nord, 7° 15′ 14″ est | « PA00080780 » | Classé                | 11 août 1987                   | Cathédrale orthodoxe russe Saint-Nicolaset chapelle du tsarévitch Nicolas Alexandrovitch |
| Cathédrale Sainte-Réparate                                                                | Place Rossetti                                                                   | 43° 41′ 50″ nord, 7° 16′ 33″ est | « PA00080779 » | Classé                | 9 août 1906                    | Cathédrale Sainte-Réparate                                                               |
| Chapelle de la Miséricorde                                                                | Cours Saleya Place de la Préfecture                                              | 43° 41′ 45″ nord, 7° 16′ 31″ est | « PA00080781 » | Classé                | 30 mai 1921                    | Chapelle de la Miséricorde                                                               |
| Chapelle Sainte-Croix                                                                     | 2 rue Saint-Joseph                                                               | 43° 41′ 52″ nord, 7° 16′ 40″ est | « PA00080782 » | Classé                | 22 septembre 1987              | Chapelle Sainte-Croix                                                                    |
| Chapelle Saint-Philippe-Néri                                                              | 40 Avenue d'Estienne-d'Orves                                                     | 43° 42′ 01″ nord, 7° 14′ 55″ est | « PA00080784 » | Inscrit               | 27 novembre 1964               | Chapelle Saint-Philippe-Néri                                                             |
| Chapelle du Saint-Sépulcre                                                                | 7 place Garibaldi                                                                | 43° 42′ 02″ nord, 7° 16′ 48″ est | « PA06000003 » | Classé                | 19 mai 2000                    | Chapelle du Saint-Sépulcre                                                               |
| Chapelle de la Visitation Sainte-Claire                                                   | Place Sainte-Claire Rue Sainte-Claire Rue des Serruriers                         | 43° 41′ 53″ nord, 7° 16′ 44″ est | « PA00080939 » | Inscrit               | 16 novembre 1989               | Chapelle de la Visitation Sainte-Claire                                                  |
| Château de l'Anglais                                                                      | 176 boulevard Carnot 29 avenue Jean-Lorrain                                      | 43° 41′ 17″ nord, 7° 17′ 42″ est | « PA06000011 » | Inscrit               | 20 juin 2000                   | Château de l'Anglais                                                                     |
| Châteaux de Valrose                                                                       | 28 avenue de Valrose                                                             | 43° 42′ 57″ nord, 7° 15′ 57″ est | « PA00080785 » | Classé                | 22 juillet 1991                | Châteaux de Valrose                                                                      |
| Colonne du pape                                                                           | Place de la Croix-de-Marbre Rue de France                                        | 43° 41′ 47″ nord, 7° 15′ 46″ est | « PA00080786 » | Classé                | 26 décembre 1906               | Colonne du pape                                                                          |
| Couvent Saint-François                                                                    | 4 rue de la Tour 6 place Saint-François                                          | 43° 41′ 58″ nord, 7° 16′ 42″ est | « PA00125704 » | Inscrit               | 23 juin 1993                   | Couvent Saint-François                                                                   |
| Croix de Marbre                                                                           | Place de la Croix-de-Marbre Rue de France                                        | 43° 41′ 46″ nord, 7° 15′ 46″ est | « PA00080787 » | Classé                | 13 août 1906                   | Croix de Marbre                                                                          |
| Croix séraphique de Cimiez                                                                | Place du Monastère-de-Cimiez                                                     | 43° 43′ 14″ nord, 7° 16′ 43″ est | « PA00080788 » | Classé                | 26 septembre 1903              | Croix séraphique de Cimiez                                                               |
| Église Notre-Dame-Auxiliatrice                                                            | 36 place Don-Bosco                                                               | 43° 42′ 33″ nord, 7° 16′ 52″ est | « PA06000013 » | Classé                | 22 mars 2017                   | Église Notre-Dame-Auxiliatrice                                                           |
| Église Sainte-Hélène                                                                      | 142 avenue de Californie                                                         | 43° 41′ 07″ nord, 7° 14′ 06″ est | « PA00080790 » | Inscrit               | 25 juin 1951                   | Église Sainte-Hélène                                                                     |
| Église Sainte-Jeanne-d'Arc                                                                | Avenue Saint-Lambert                                                             | 43° 42′ 48″ nord, 7° 15′ 45″ est | « PA00080940 » | Classé                | 12 juin 1992                   | Église Sainte-Jeanne-d'Arc                                                               |
| Église Sainte-Rita de Nice                                                                | Rue de la Préfecture 1 rue de la Poissonnerie                                    | 43° 41′ 46″ nord, 7° 16′ 35″ est | « PA00080783 » | Classé                | 3 février 1942                 | Église Sainte-Rita de Nice                                                               |
| Église Saint-Jacques-le-Majeur                                                            | Rue Droite Place du Jésus                                                        | 43° 41′ 48″ nord, 7° 16′ 38″ est | « PA00080791 » | Classé                | 25 octobre 1971                | Église Saint-Jacques-le-Majeur                                                           |
| Église Saint-Martin-Saint-Augustin                                                        | Place Saint-Augustin                                                             | 43° 41′ 59″ nord, 7° 16′ 46″ est | « PA00080792 » | Classé                | 4 février 1946                 | Église Saint-Martin-Saint-Augustin                                                       |
| Église Saint-Nicolas-et-Sainte-Alexandra                                                  | 6 rue Longchamp                                                                  | 43° 41′ 58″ nord, 7° 16′ 03″ est | « PA00080941 » | Inscrit               | 3 avril 1990                   | Église Saint-Nicolas-et-Sainte-Alexandra                                                 |
| Église Saint-Roch                                                                         | 6 place Saint-Roch                                                               | 43° 42′ 45″ nord, 7° 17′ 30″ est | « PA00080793 » | Classé                | 16 novembre 1984               | Église Saint-Roch                                                                        |
| Église Saint-Sauveur de Gairaut                                                           | Gairaut                                                                          | 43° 44′ 14″ nord, 7° 15′ 32″ est | « PA00080789 » | Inscrit               | 25 juin 1951                   | Église Saint-Sauveur de Gairaut                                                          |
| Excelsior Régina Palace                                                                   | 71 boulevard de Cimiez                                                           | 43° 43′ 13″ nord, 7° 16′ 23″ est | « PA00080968 » | Inscrit               | 6 juillet 1992                 | Excelsior Régina Palace                                                                  |
| Fontaine des Tritons                                                                      | Jardin Albert-Ier                                                                | 43° 41′ 44″ nord, 7° 16′ 07″ est | « PA00080794 » | Classé                | 25 août 1920                   | Fontaine des Tritons                                                                     |
| Fort du mont Alban                                                                        | Montagne du Mont-Alban                                                           | 43° 42′ 05″ nord, 7° 18′ 01″ est | « PA00080795 » | Classé                | 1909 1913 1923                 | Fort du mont Alban                                                                       |
| Fortifications de la porte Pairolière                                                     | En sous sol, entre les places Jacques Toja et Garibaldi                          | 43° 42′ 02″ nord, 7° 16′ 44″ est | « PA06000038 » | Inscrit Classé        | 11 septembre 2009 13 mars 2012 | Fortifications de la porte Pairolière                                                    |
| Gare du Sud                                                                               | Place du Général-de-Gaulle                                                       | 43° 42′ 34″ nord, 7° 15′ 42″ est | « PA06000023 » | Inscrit               | 2002 2005                      | Gare du Sud                                                                              |
| Gloria Mansions                                                                           | 123-125 rue de France                                                            | 43° 41′ 37″ nord, 7° 15′ 06″ est | « PA00080942 » | Inscrit               | 14 décembre 1989               | Gloria Mansions                                                                          |
| Grotte du Lazaret                                                                         | 33bis Boulevard Frank-Pilatte                                                    | 43° 41′ 27″ nord, 7° 17′ 41″ est | « PA00080796 » | Classé                | 21 mars 1963                   | Grotte du Lazaret                                                                        |
| Grue Applevage n°14                                                                       | Port Lympia, quai Amiral Infernet                                                | à géolocaliser                   | « PM06002381 » | Classé au titre objet | 27 mars 2000                   | Grue Applevage n°14                                                                      |
| Hôtel Alhambra                                                                            | 46-48 boulevard de Cimiez                                                        | 43° 42′ 44″ nord, 7° 16′ 21″ est | « PA06000012 » | Inscrit               | 20 juin 2000                   | Hôtel Alhambra                                                                           |
| Hôtel Negresco                                                                            | 37 promenade des Anglais Rue Cronstadt 1 rue du Commandant-Beretta Rue de Rivoli | 43° 41′ 41″ nord, 7° 15′ 29″ est | « PA00080797 » | Classé                | 13 juin 2003                   | Hôtel Negresco                                                                           |
| Immeuble du 14 rue Droite                                                                 | 14 rue Droite                                                                    | 43° 41′ 52″ nord, 7° 16′ 39″ est | « PA00080798 » | Inscrit               | 7 janvier 1943                 | Immeuble du 14 rue Droite                                                                |
| Immeuble du 22 rue de la Préfecture                                                       | 22 rue de la Préfecture                                                          | 43° 41′ 46″ nord, 7° 16′ 35″ est | « PA00080800 » | Inscrit               | 10 décembre 1949               | Immeuble du 22 rue de la Préfecture                                                      |
| Immeuble Garacci-Bensa                                                                    | 9 rue Longchamp 6 rue Maréchal-Joffre                                            | 43° 41′ 59″ nord, 7° 16′ 02″ est | « PA00135612 » | Inscrit               | 5 mai 1995                     | Immeuble Garacci-Bensa                                                                   |
| Immeuble La Rotonde                                                                       | 41 boulevard Gambetta                                                            | 43° 41′ 54″ nord, 7° 15′ 22″ est | « PA06000015 » | Inscrit               | 30 juillet 2001                | Immeuble La Rotonde                                                                      |
| Lycée Masséna                                                                             | 2 avenue Félix-Faure                                                             | 43° 41′ 58″ nord, 7° 16′ 31″ est | « PA06000048 » | Classé                | 22 mars 2017                   | Lycée Masséna                                                                            |
| Maison du 15 rue Alexandre-Mari                                                           | 15 rue Alexandre-Mari                                                            | 43° 41′ 46″ nord, 7° 16′ 24″ est | « PA00080801 » | Inscrit               | 29 décembre 1949               | Maison du 15 rue Alexandre-Mari                                                          |
| Monastère de Cimiez                                                                       | Avenue du Monastère-de-Cimiez Avenue Bellanda                                    | 43° 43′ 12″ nord, 7° 16′ 45″ est | « PA00080802 » | Classé                | 1993 1994                      | Monastère de Cimiez                                                                      |
| Monument aux morts de la guerre de 1914-1918                                              | Quai Rauba-Capeù                                                                 | 43° 41′ 37″ nord, 7° 16′ 52″ est | « PA06000040 » | Classé                | 2011                           | Image manquante Téléverser                                                               |
| Monument du Centenaire                                                                    | Jardin Albert-Ier Avenue de Verdun                                               | 43° 41′ 43″ nord, 7° 16′ 04″ est | « PA06000035 » | Inscrit               | 23 juillet 2009                | Monument du Centenaire                                                                   |
| Monument à Garibaldi                                                                      | Place Garibaldi                                                                  | 43° 42′ 03″ nord, 7° 16′ 49″ est | « PA06000033 » | Inscrit               | 27 juillet 2009                | Monument à Garibaldi                                                                     |
| Monument au Maréchal Masséna                                                              | Square Général-Leclerc                                                           | 43° 41′ 53″ nord, 7° 16′ 25″ est | « PA06000034 » | Inscrit               | 23 juillet 2009                | Monument au Maréchal Masséna                                                             |
| Musée des beaux-arts Cheret                                                               | 33 rue des Beaumettes                                                            | 43° 41′ 40″ nord, 7° 14′ 56″ est | « PA00080804 » | Inscrit               | 17 décembre 1976               | Musée des beaux-arts Cheret                                                              |
| Villa Masséna (actuel Musée Masséna)                                                      | Promenade des Anglais Rue de France                                              | 43° 41′ 43″ nord, 7° 15′ 32″ est | « PA00080805 » | Inscrit               | 29 octobre 1975                | Villa Masséna (actuel Musée Masséna)                                                     |
| Observatoire du Mont Gros (également sur La Trinité)                                      | Boulevard de l'Observatoire                                                      | 43° 43′ 39″ nord, 7° 17′ 57″ est | « PA00080970 » | Inscrit Classé        | 1992 1994                      | Observatoire du Mont Gros(également sur La Trinité)                                      |
| Opéra                                                                                     | Rue Saint-François-de-Paule                                                      | 43° 41′ 44″ nord, 7° 16′ 21″ est | « PA00080943 » | Classé                | 31 mars 1992                   | Opéra                                                                                    |
| Palais de l'Agriculture                                                                   | 113 promenade des Anglais                                                        | 43° 41′ 27″ nord, 7° 14′ 44″ est | « PA00080962 » | Inscrit               | 28 mars 1991                   | Palais de l'Agriculture                                                                  |
| Palais Baréty                                                                             | 31 rue du Maréchal-Joffre                                                        | 43° 41′ 54″ nord, 7° 15′ 50″ est | « PA00132716 » | Inscrit               | 16 avril 1994                  | Palais Baréty                                                                            |
| Palais communal (Bourse du Travail)                                                       | Place Saint-François                                                             | 43° 41′ 56″ nord, 7° 16′ 42″ est | « PA00080776 » | Inscrit               | 12 décembre 1949               | Palais communal (Bourse du Travail)                                                      |
| Palais des ducs de Savoie                                                                 |                                                                                  | 43° 41′ 47″ nord, 7° 16′ 30″ est | « PA00132718 » | Inscrit Classé        | 1994 1996                      | Palais des ducs de Savoie                                                                |
| Palais Hongran                                                                            | 2, rue Saint-François-de-Paule                                                   | 43° 41′ 44″ nord, 7° 16′ 23″ est | « PA06000039 » | Inscrit               | 2 décembre 2010                | Palais Hongran                                                                           |
| Palais Lascaris                                                                           | 15 rue Droite                                                                    | 43° 41′ 52″ nord, 7° 16′ 38″ est | « PA00080806 » | Classé                | 15 février 1946                | Palais Lascaris                                                                          |
| Palais de Marbre (actuelles Archives municipales)                                         | 7 avenue de Fabron                                                               | 43° 41′ 16″ nord, 7° 14′ 05″ est | « PA00125705 » | Inscrit               | 23 juin 1993                   | Palais de Marbre(actuelles Archives municipales)                                         |
| Palais de la Méditerranée                                                                 | 13-15-17 promenade des Anglais Rue du Congrès                                    | 43° 41′ 43″ nord, 7° 15′ 47″ est | « PA00080807 » | Classé                | 18 août 1989                   | Palais de la Méditerranée                                                                |
| Palais Meyerbeer                                                                          | 45 Boulevard Victor-Hugo                                                         | 43° 41′ 54″ nord, 7° 15′ 36″ est | « PA00132717 » | Inscrit               | 25 juillet 1994                | Palais Meyerbeer                                                                         |
| Palais d'York Palais Spitalieri de Cessole                                                | 5 rue de la Préfecture                                                           | 43° 41′ 49″ nord, 7° 16′ 26″ est | « PA00080799 » | Inscrit               | 16 décembre 1949               | Palais d'YorkPalais Spitalieri de Cessole                                                |
| Fond du Port Lympia (Église Notre-Dame du Port, Immeuble Pie Astraudo)                    | Place Île-de-Beauté                                                              | 43° 41′ 54″ nord, 7° 17′ 06″ est | « PA00080957 » | Inscrit               | 11 février 1991                | Fond du Port Lympia(Église Notre-Dame du Port,Immeuble Pie Astraudo)                     |
| Synagogue                                                                                 | 7 rue Gustave-Deloye                                                             | 43° 41′ 59″ nord, 7° 16′ 10″ est | « PA06000030 » | Inscrit               | 17 avril 2007                  | Synagogue                                                                                |
| Temple Saint-Esprit (temple réformé)                                                      | 21 boulevard Victor-Hugo                                                         | 43° 41′ 57″ nord, 7° 15′ 51″ est | « PA06000055 » | Inscrit               | 26 mai 2020                    | Temple Saint-Esprit(temple réformé)                                                      |
| Thermes romains de Cimiez Villa Garin de Cacconata                                        | Cimiez                                                                           | 43° 43′ 09″ nord, 7° 16′ 36″ est | « PA00080808 » | Inscrit Classé        | 1943 1947 1958                 | Thermes romains de CimiezVilla Garin de Cacconata                                        |
| Vieux mur ligure                                                                          | Jardin de Cimiez                                                                 | 43° 43′ 08″ nord, 7° 16′ 41″ est | « PA00080803 » | Inscrit               | 28 mars 1929                   | Vieux mur ligure                                                                         |
| Villa Arson                                                                               | Quartier Saint-Barthélémy 20 avenue Stephen-Liegard                              | 43° 43′ 16″ nord, 7° 15′ 11″ est | « PA00080809 » | Inscrit               | 1er mars 1943                  | Villa Arson                                                                              |
| Villa Beau Site                                                                           | 17 boulevard du Mont-Boron                                                       | 43° 41′ 23″ nord, 7° 17′ 45″ est | « PA00080810 » | Classé                | 27 juillet 1987                | Villa Beau Site                                                                          |
| Villa de Châteauneuf                                                                      | 170 avenue de Gairaut                                                            | 43° 43′ 52″ nord, 7° 15′ 45″ est | « PA00080967 » | Classé                | 24 octobre 1994                | Image manquante Téléverser                                                               |
| Villa El Patio                                                                            | 27 boulevard du Parc-Impérial                                                    | 43° 42′ 13″ nord, 7° 15′ 11″ est | « PA06000010 » | Inscrit               | 1er septembre 1999             | Villa El Patio                                                                           |
| Villa Furtado-Heine                                                                       | 121 rue de France 61 promenade des Anglais                                       | 43° 41′ 38″ nord, 7° 15′ 09″ est | « PA00080811 » | Inscrit               | 10 juin 1961                   | Villa Furtado-Heine                                                                      |
| Villa La Belle Époque                                                                     | 18 rue Cronstadt                                                                 | 43° 41′ 49″ nord, 7° 15′ 28″ est | « PA00080969 » | Inscrit               | 23 octobre 1992                | Villa La Belle Époque                                                                    |
| Villa Schmitz                                                                             | 8 boulevard de l'Observatoire                                                    | 43° 43′ 18″ nord, 7° 17′ 50″ est | « PA06000045 » | Inscrit               | 1er octobre 2013               | Villa Schmitz                                                                            |